# Locomotiva FCL 200
Le locomotive FCL 200 erano un gruppo di locotender a vapore a tre assi, alimentate a carbone, che la Mediterranea Calabro Lucane acquisì per il servizio sulle proprie linee a scartamento ridotto.

## Storia
Le locomotive vennero ordinate, in numero di tre unità, alla Breda di Milano in previsione del loro utilizzo sulla linea Spezzano-Castrovillari che presentava tratte a cremagliera. Consegnate nel 1915 e assegnate al deposito locomotive di Castrovillari, si rivelarono poco adatte al servizio a causa dell'insufficiente grado di sicurezza dei meccanismi delle locomotive e dei moti parassiti, riscontrati durante la marcia, che provocavano danni all'armamento. Vennero pertanto accantonate per un paio d'anni, quindi trasferite nel 1917 sulla linea Porto Santa Venere-Monteleone Calabro dopo averne modificato il meccanismo motore ed eliminato la ruota dentata. Le locomotive rimasero in Calabria sino al 1922; in tale anno furono trasferite a Bari Scalo per essere accantonate. A metà anni Venti la locomotiva 201 fu alienata, mentre le altre due locomotive del gruppo nel 1930 furono inviate sulla linea Crotone-Petilia Policastro quindi spostate, l'anno successivo, sulla Marina di Gioiosa-Mammola; nel 1940 la locomotiva 202 fu trasferita a Gioia Tauro.
Le locomotive 202 e 203 risultavano ancora esistenti (sebbene accantonate in pessime condizioni) nel 1962.

## Caratteristiche
Le locomotive erano del tipo locotender a 3 assi accoppiati e munite di ruota dentata per la trazione a cremagliera con dentatura tipo Strub. La loro forma ricordava quella delle 980 FS con il caratteristico camino a capitello. Erano munite di doppio impianto frenante, ad aria compressa e a repressione per il mantenimento della bassa velocità nelle tratte in discesa a cremagliera.
Dopo l'esito negativo del servizio sulla Lagonegro-Spezzano, in seguito all'arrivo delle locomotive più potenti, venne smontato l'intero meccanismo di riduzione e la ruota dentata e furono trasferite per utilizzarle su altre linee ad aderenza naturale della Calabria e della Puglia.

## Deposito locomotive di assegnazione
- Deposito locomotive di Castrovillari
- Deposito locomotive di Porto Santa Venere
- Deposito locomotive di Bari
- Deposito locomotive di Crotone
- Deposito locomotive di Gioia Tauro